# Brecht Guillemyn
Brecht Guillemyn (Kortrijk, 30 maart 1987) is een Belgisch  voormalig basketballer.

## Carrière
Guillemyn speelde in de jeugd van BC Kortrijk Sport en tot aan zijn vertrek actief in eerste landelijke. In 2005 ging hij spelen voor tweedeklasser Power Wevelgem tot de vereffening in 2008. Hij keerde daarna voor de rest van het seizoen 2008/09 terug naar BC Kortrijk Sport. In 2009 maakte hij de overstap naar de Antwerp Giants waar hij in het seizoen 2009/10 en 2010/11 mee uitkwam in de hoogste klasse en 35 wedstrijden speelde. In 2011 maakte hij de overstap naar derdeklasser KBBC Oostkamp waar hij twee jaar speelde.
Van 2013 tot 2021 speelde hij acht seizoenen voor Basket Waregem in de tweede klasse. Met Waregem wist hij tweemaal de titel te winnen in de tweede klasse. In 2021 maakte hij de overstap naar de Kortrijk Spurs die ook uitkomen in de tweede klasse. In het seizoen 2022/23 werden ze kampioen in de tweede klasse, aan het einde van het seizoen stopte Guillemyn als speler.

## Erelijst
- Kampioen tweede klasse: 2014, 2016, 2023